# Scattered (canção de Lauren Jauregui)
"Scattered" é uma canção da cantora e compositora americana Lauren Jauregui, em parceria com o rapper Vic Mensa, lançada no dia 18 de outubro de 2021 e pertencente ao EP PRELUDE.

## Informações
Escrita por Lauren, Vic Mensa e Charity Croff, e produzida por por Oak Felder, a canção gira em torno de uma batida hipnótica com instrumentos de sopro e guitarra, enquanto os vocais de Jauregui vibram em versos íntimos. Enquanto “Colors” relata uma conversa com ela mesma, “Scattered” fala de saúde mental. “Nossas dificuldades com saúde mental são universais, além dos binários de gênero, além da cor de nossa pele, a experiência humana (embora diferente em uma miríade de jeitos lindos e não tão lindos) é um furacão, e minha prece para esta música é que você se sinta menos sozinho nesses pensamentos que te sobrecarregam às vezes”, desabafou Jauregui em suas redes sociais.

Veja um trecho da canção que mistura um pouco de R&B, Soul e Jazz: "Espalhada, como as folhas ao vento quando as estações precisam mudar novamente. Espalhada, pedaços pontiagudos, um coração quebrado deixado em pedaços no tapete onde ela sangrou. Mãos sujas de sangue ao meu redor. Lâminas escondidas em uma sociedade de duas caras. Com sorrisos sinistros, eles conquistam suas vitórias do que restou da minha sanidade / Eu acho que talvez eu precise de ajuda. Eu não me sinto eu mesma. Eu não me sinto eu mesma"